# Дискотон
Дискотон је била дискографска кућа у СФРЈ. То је била највећа музичка издавачка кућа у Сарајеву и СР Босни и Херцеговини, за време бивше Југославије. Основан је 1973. године, а током свих 19 година њеног постојања главни и одговорни уредник је био Слободан Вујовић.
За Дискотон своје албуме су издавали бројни југословенски извођачи укључујући и групе као што су Бијело дугме (албуми од 1984. до 1988. године, са Тифом и Аленом Исламовићем као вокалним солистима), Забрањено пушење, Дивље јагоде, Индекси и бројне друге групе и певачи као што су Лепа Брена, Неда Украден, Здравко Чолић. Дискотон је такође издавао албуме страних извођача за југословенско тржиште, као нпр. Стиви Вондер, The Temptations, The Commodores, Рој Харпер и Дајана Рос.
Највећи конкуренти Дискотону у то време су биле веће издавачке куће као што су Југотон из Загреба и највећа југословенска издавачка кућа ПГП РТБ из Београда. За Дискотон се везује и један од највећих дискографских гафова на просторима бивше Југославије, када је 1974. године главни и одговорни уредник те куће Слободан Вујовић одбио да изда први сингл Бијелог дугмета „Топ/Ове ћу ноћи наћи блуз“, оправдавајући то „презаузетошћу другим пословима“. Момци из Бијелог дугмета су истог дана отрчали до загребачког Југотона и потписали два петогодишња уговора за ту издавачку кућу.
Почетком рата у Босни и Херцеговини, ова издавачка кућа је престала са радом. Зграда у којој су били смештени студио и фонотека потпуно је уништена током гранатирања Сарајева 1992. године, због чега је већина албума из каталога ове издавачке куће данас недоступна у мастер-квалитету (изузев мањег броја албума који су издати на компакт-диску од 1990. до 1992. године). Због тога су албуми Бијелог дугмета од 1984. до 1988. године које је издао Дискотон касније реиздати на компакт-диску са звуком реконструисаним са грамофонских плоча, што се примети приликом слушања (пуцкетање).